# Pacificulla
Pacificulla – rodzaj motyli z rodziny Lecithoceridae i podrodziny Crocanthinae. Występuje endemicznie na Nowej Gwinei.

## Morfologia
Motyle o rozpiętości skrzydeł od 10 do 22 mm, przy czym u większości gatunków jest to około 2 cm. Głowa zaopatrzona jest w długie czułki z kępkami białawych rzęsek. W budowie głaszczków wargowych zaznacza się mocny dymorfizm płciowy, co jest cechą wspólną z pokrewnym Crocanthes, ale odróżniającą od pokrewnej Lamprista. U samca drugi ich człon jest zgrubiały, bardzo długi, ostro zakończony, a trzeci uwsteczniony lub całkiem zanikły. U samicy drugi ich człon jest smukły, a trzeci tak długi jak on lub od niego krótszy. Łuski na głowie i wierzchu tułowia zwykle są ciemnobrązowe lub pomarańczowobiałe. Od Crocanthes i Lamprista rodzaj ten wyróżnia się podobnym ubarwieniem obu par skrzydeł – na tle z łusek barwy ciemnobrązowej do fioletowobrązowej występuje duża pomarańczowa do ciemnopomarańczowej łata lub przepaska w części środkowej. Użyłkowanie skrzydła przedniego odznacza się brakiem piątej żyłki radialnej (R5) i drugiej żyłki medialnej (M2) oraz zbliżeniem do siebie żyłek radialnej drugiej (R2) i połączonych radialnej trzeciej i czwartej (R3+4) lub posiadaniem przez nie wspólnego trzonka. Użyłkowanie skrzydła tylnego cechuje brak drugiej żyłki medialnej (M2). Odwłok ma zwykle ubarwienie pomarańczowe z czarniawymi kępkami na segmentach początkowych i ostatnim, czasem jest jednak z wierzchu szarobrunatny. Samiec ma genitalia o zazwyczaj wydłużonym unkusie, szerokim tegmenie, wydłużonej i gęsto oszczecinionej walwie oraz szerokim u podstawy i zwężonym ku szczytowi edeagusie, zaopatrzonym w szczeciniaste ciernie zajmujące nie więcej niż ⅓ jego długości. Podobnie jak u Crocanthes i Lamprista nie występuje w aparacie kopulacyjnym samca gnatos.

## Rozprzestrzenienie
Rodzaj ten jest endemitem Nowej Gwinei na północy krainy australijskiej. Znany jest zarówno z Papui-Nowej Gwinei, jak i indonezyjskiej Papui.

## Taksonomia
Rodzaj ten wprowadzony został w 2013 roku przez Park Kyuteka na łamach Zootaxa w publikacji współautorstwa Lee Sangmi. Nazwa rodzajowa nawiązuje do Pacyfiku.
Rodzaj obejmuje 15 opisanych gatunków:
- Pacificulla callisomata Park, 2013
- Pacificulla cervicalis Park, 2013
- Pacificulla dohertyi Park, 2019
- Pacificulla esdiparki Park, 2013
- Pacificulla flaviagra Park, 2013
- Pacificulla geniola (Meyrick, 1931)
- Pacificulla galbidorsalis Park, 2019
- Pacificulla ignigera (Meyrick, 1938)
- Pacificulla kekamatana Park, 2013
- Pacificulla kumusiensis Park, 2019
- Pacificulla miltina (Durrant, 1915)
- Pacificulla searsi Park, 2013
- Pacificulla thrasydora (Meyrick, 1910)
- Pacificulla philotima (Diakonoff, 1954)
- Pacificulla zonias (Meyrick, 1904)